# Hydrillodes subalbida
Hydrillodes subalbida là một loài bướm đêm trong họ Noctuidae.